# Rockferry
Albums de Duffy
Endlessly
(2010)
Rockferry est le premier album de la chanteuse galloise Duffy, sorti le 3 mars 2008.
Avant de sortir l'album, Duffy s'est produite deux fois à l'émission Jools Holland's music show, interprétant les titres Mercy, Warwick Avenue et sa version de The First Cut Is the Deepest. La pochette de l'album et la vidéo pour le titre ont été tournés sur et autour du chemin de fer de Ffestiniog Railway à Porthmadog au Pays de Galles, qui a été renommé Rockferry pour l'occasion.
L'album a remporté un grammy award dans la catégorie Best Pop Vocal Album lors de la 51e édition annuelle, qui a été présentée à Los Angeles au Staples Center le 8 février 2009,. Rockferry a été classé 30e meilleur album de l'année 2008 par le magazine Rolling Stone, 6e meilleur album par le magazine Q et 31e par le magazine britannique Mojo,.

## Crédits
- Aimée Ann Duffy – Chants, chœurs, glockenspiel.
- Bernard Butler – Producteur, guitare, piano, claviers, batterie.
- Makoto Sakamoto – Batterie.
- David McAlmont – Chœurs.
- Jimmy Hogarth – Guitare acoustique, guitare électrique, guitare, percussions, Orgue Hammond, basse.
- Eg White – Guitare acoustique, basse, piano, batterie, chœurs.
- Sam Dixon – Basse.
- Steve Booker – Guitares, basse, claviers.
- Martin Slatterly – Batterie, piano, Wurlitzer, rhodes, orgue hammond.
- Jim Hunt – Saxophone.
- Nichol Thomson – Trombone.
- The Wrecking Crew – Cordes.

## Liste des pistes
| No  | Titre               | Auteur                         | Durée |
| --- | ------------------- | ------------------------------ | ----- |
| 1.  | Rockferry           | Duffy, Bernard Butler          | 4:14  |
| 2.  | Warwick Avenue      | Duffy, Jimmy Hogarth, Eg White | 3:46  |
| 3.  | Serious             | Duffy, Bernard Butler          | 4:10  |
| 4.  | Stepping Stone      | Duffy, Steve Booker            | 3:28  |
| 5.  | Syrup & Honey       | Duffy, Bernard Butler          | 3:18  |
| 6.  | Hanging on Too Long | Duffy, Jimmy Hogarth, Eg White | 3:56  |
| 7.  | Mercy               | Duffy, Steve Booker            | 3:41  |
| 8.  | Delayed Devotion    | Duffy, Jimmy Hogarth, Eg White | 2:57  |
| 9.  | I'm Scared          | Duffy, Jimmy Hogarth           | 3:08  |
| 10. | Distant Dreamer     | Duffy, Bernard Butler          | 5:05  |

| 11. | Save It for Your Prayers | Duffy, Sacha Skarbek | 3:03 |

| 11. | Rain on Your Parade   | Duffy, Steve Booker             | 3:29 |
| 12. | Fool for You          | Duffy, Bernard Butler           | 3:47 |
| 13. | Stop                  | Duffy, Bernard Butler           | 4:10 |
| 14. | Oh Boy                | Richard J. Parfitt              | 2:31 |
| 15. | Please Stay           | Burt Bacharach, Bob Hilliard    | 3:27 |
| 16. | Breaking My Own Heart | Duffy, Steve Booker             | 3:58 |
| 17. | Enough Love           | Richard J. Parfitt, Owen Powell | 3:19 |

## Singles
- 2007 : Rockferry
- 2008 : Mercy
- 2008 : Stepping Stone
- 2008 : Warwick Avenue
- 2008 : Rain On Your Parade

## Sortie
| Pays        | Sortie            | Label                |
| ----------- | ----------------- | -------------------- |
| Royaume-Uni | 3 mars 2008       | A&M Records, Polydor |
| Europe      | 10 avril 2008     | Universal Music      |
| Israël      | 11 avril 2008     | Universal Music      |
| Australie   | 12 avril 2008     | Universal Music      |
| Mexique     | 6 mai 2008        | Universal Music      |
| Brésil      | 8 mai 2008        | Universal Music      |
| États-Unis  | 13 mai 2008       | Mercury Records      |
| Japon       | 24 septembre 2008 | Universal Music      |
| Turquie     | 24 janvier 2010   | Universal Music      |

| Pays        | Sortie           | Label                |
| ----------- | ---------------- | -------------------- |
| Europe      | 21 novembre 2008 | Universal Music      |
| Australie   | 22 novembre 2008 | Universal Music      |
| Royaume-Uni | 24 novembre 2008 | A&M Records, Polydor |
| Canada      | 2 décembre 2008  | Universal Music      |
| Brésil      | 20 mars 2009     | Universal Music      |
| Mexique     | Février 2009     | Universal Music      |
| Turquie     | 24 janvier 2010  | Universal Music      |

## Charts
| Pays             | Chart                 | # | Réf    |
| ---------------- | --------------------- | - | ------ |
| Australie        | ARIA Charts           | 6 | [ 16 ] |
| Autriche         | Ö3 Austria Top 40     | 2 | [ 17 ] |
| Canada           | Canadian Albums Chart | 3 | [ 18 ] |
| Danemark         | Tracklisten           | 1 | [ 19 ] |
| Espagne          | PROMUSICAE            | 2 | [ 20 ] |
| États-Unis       | Billboard 200         | 4 | [ 21 ] |
| France           | SNEP                  | 2 | [ 22 ] |
| Italie           | FIMI                  | 6 | [ 23 ] |
| Belgique         | Wallonie              | 2 | [ 24 ] |
| Belgique         | Flandres              | 4 | [ 25 ] |
| Finlande         | Mitä hittiä           | 2 | [ 26 ] |
| Norvège          | VG-lista              | 2 | [ 27 ] |
| Nouvelle-Zélande | Rianz                 | 1 | [ 28 ] |
| Pays-Bas         | Dutch Top 40          | 2 | [ 29 ] |
| Portugal         | TAFP                  | 3 | [ 30 ] |
| Royaume-Uni      | UK Albums Chart       | 1 | [ 18 ] |
| Suède            | Sverigetopplistan     | 1 | [ 31 ] |
| Suisse           | Swiss Music Charts    | 1 | [ 32 ] |